# Henley-in-Arden
Henley-in-Arden (også kendt under Henley) er en lille by i Warwickshire, England.  Navnet refererer til den tidligere Forest of Arden. I en 2001 konsensus havde byen et indbyggertal på 2.011.
Henley er kendt for en lang række historiske bygninger, hvoraf flere kan dateres tilbage til middelalderen, og de repræsenterer adskillige forskellige typer arkitektur. Området omkring High Street, der er 1,6 km lang, er fredet.